# 大神末足
大神 末足（おおみわ の すえたり）は、奈良時代の貴族。従五位下・大神通守の子。官位は正五位下・左中弁。

## 経歴
宝亀7年（776年）従五位下に叙爵し、備中守に任ぜられる。同年12月に遣唐使の副使の人選に変更があり、それまでの大伴益立に替わって、左中弁・小野石根と共に末足が副使となる。翌宝亀8年（778年）6月1日に遣唐大使・佐伯今毛人が重病となったことから、大使を伴わずに出発すること、唐に到着して牒を渡す際に必要に応じて大使が不在の理由を弁解するよう勅を受ける。
同年6月24日に遣唐使一行は出航し、7月3日に揚州海陵県（現在の江蘇省泰州市）に到着。その後一行は長安へ向かうが、途中で安史の乱による駅舎の荒廃を理由に人数を制限され43名が入京する。翌宝亀9年（778年）正月に長安に到着し貢物を進上、3月には皇帝・代宗への拝謁も果たす。同年4月に一行は長安を離れて9月より順次帰国の途につき、10月に九州に到着するが、末足は遅れて翌宝亀10年（779年）3月に帰国する。同年4月渡唐の功労により二階昇進してされて正五位下に叙せられた。
天応元年（781年）5月に左中弁に任じられ、同年の光仁上皇崩御の際に山作司を務めている。

## 官歴
- 時期不詳：正六位上
- 宝亀7年（776年） 正月7日：従五位下。3月6日：備中守。12月14日：遣唐副使
- 宝亀10年（779年） 4月21日：正五位下
- 天応元年（781年） 5月25日：左中弁。12月23日：山作司（光仁上皇崩御）

## 系譜
- 父：大神通守
- 母：不詳
- 生母不明の子女
  - 男子：大神仲江麻呂
  - 男子：大神米麻呂
  - 男子：大神峯成